# Tengger (peuple)
Pour les articles homonymes, voir Tengger.

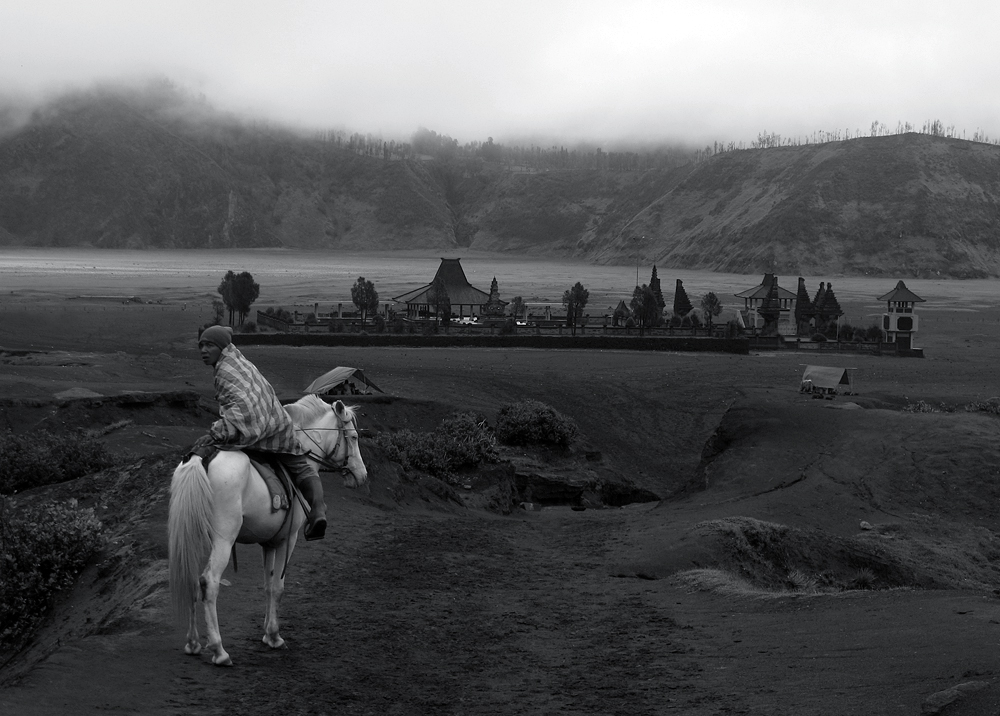
Temple hindouiste dans la caldeira du Tengger

Les Tenggers sont un peuple d'Indonésie vivant sur l'île de Java, dans les environs de la caldeira du Tengger. Majoritairement hindouistes, ils parlent le tengger et sont environ 600 000.